# Mirny (rejon baranowicki)
Mirny (biał. Мірны, ros. Мирный) – agromiasteczko na Białorusi, w obwodzie brzeskim, w rejonie baranowickim, centrum administracyjne (od roku 1987) sielsowietu Małachowce.

## Geografia
Położona jest nad Myszanką (prawy dopływ Szczary), 10 km od najbliższego miasta (Baranowicze) (a zarazem stacji kolejowej na linii Baranowicze – Brześć), 188 km od centrum administracyjnego obwodu (Brześć), 144 km od Mińska.
W roku 2019 w miejscowości znajdowało się 169 gospodarstw.

## Demografia
W roku 2019 miejscowość liczyła sobie 480 mieszkańców, w tym 295 w wieku produkcyjnym.